# José Beyaert
José Beyaert (Lens, 1 d'octubre de 1925 - La Rochelle, 11 de juny de 2005) va ser un ciclista francès, que fou professional entre 1949 i 1952. Els seus principals èxits els aconseguí com a ciclista amateur, en guanyar dues medalles als Jocs Olímpics de Londres de 1948, la d'or de la prova en ruta i la de bronze a la contrarellotge per equips.
El 1952 Beyaert marxà a viure a Colòmbia, on es convertí en entrenador de la selecció colombiana de ciclisme i en comentarista esportiu. A Colòmbia aconseguí la victòria més important en una cursa per etapes, la victòria a la Volta a Colòmbia de 1952.

## Palmarès
- 1948
  -  Medalla d'or de la prova en ruta dels Jocs Olímpics de Londres de 1948
  -  Medalla de bronze de la contrarellotge per equips dels Jocs Olímpics de Londres de 1948
- 1949
  - 1r a Algiers
  - 1r al Gran Premi de l'Écho d'Alger
- 1950
  - 1r al Gran Premi d'Isbergues
  - 1r a Avinyó
  - 1r al Gran Premi Helyett
  - 1r a la París-Boulogne-sur-Mer
- 1952
  - 1r a la Volta a Colòmbia i vencedor de 5 etapes
- 1953
  - Vencedor de 2 etapes a la Volta a Colòmbia
- 1955
  - Vencedor de 3 etapes a la Volta a Colòmbia

### Resultats al Tour de França
- 1950. 47è de la classificació general
- 1951. Abandona (7a etapa)

### Resultats al Giro d'Itàlia
- 1950. 72è de la classificació general